# Burg Kochersberg
Die Burg Kochersberg ist eine abgegangene Höhenburg vom Typus einer Motte (Turmhügelburg) auf dem 301 Meter hohen Kochersberg, der sich auf dem Gebiet der elsässischen Gemeinde Neugartheim-Ittlenheim im Département Bas-Rhin befindet. Seit dem 18. Oktober 1989 steht der Burgstall als Monument historique unter Denkmalschutz.

## Geschichte
Die Burg wurde im 13. Jahrhundert durch die Bischöfe von Straßburg erbaut und soll 1261 als Stützpunkt von Truppen Walters von Geroldsecks gedient haben. Die erste gesicherte urkundlicher Erwähnung datiert jedoch in das Jahr 1334, als sich der Bischof Berthold von Buchegg im Kampf gegen König Ludwig IV. in die Burg flüchtete.
Während des Mittelalters hatte die Anlage Ausmaße von 40 mal 60 Metern und besaß einen rechteckigen Wohnturm mit einem 7 mal 11 Meter messenden Grundriss. Sie war von einer Ringmauer umgeben und wurde durch weitere Türme und einen Burggraben geschützt. 1350 wurde eine Burgkapelle urkundlich erwähnt.
Bischof Wilhelm II. von Diest trat die Burg Kochersberg 1422 an die Stadt Straßburg ab. Im Laufe der nächsten rund 100 Jahre wurde sie gleich zweimal von fremden Truppen besetzt: 1444 im Hundertjährigen Krieg durch die Armagnacs und 1525 während des Deutschen Bauernkriegs.
Im Streit um die Rechtmäßigkeit des Straßburger Domkapitels ließ sie der protestantische Bischof Johann Georg von Brandenburg 1592 einnehmen, doch schon im Juni des gleichen Jahres wurde sie durch die Truppen seines katholischen Widersachers und späteren Nachfolgers Karl von Lothringen zurückerobert und niedergebrannt.
Während des Holländischen Kriegs war die Burgruine noch einmal Schauplatz geschichtsträchtiger Ereignisse. In der Schlacht bei Kochersberg am 7. Oktober 1677 schlug dort der spätere französische Marschall François de Créquy Truppen des Kaisers Leopolds I.

## Beschreibung
Das Burgareal hat die Ausmaße von etwa 206 mal 215 Metern. Eine von der Universität Straßburg durchgeführte geophysikalische Prospektion machte es möglich, die einzelnen Bauten der Anlage zu lokalisieren. Oberirdisch sind von der Burg heute nur noch wenige Reste des ehemaligen Wohnturms erhalten.